# Uluguruhoningzuiger
De Uluguruhoningzuiger (Anthreptes neglectus) is een zangvogel uit de familie Nectariniidae (honingzuigers).

## Verspreiding en leefgebied
Deze soort komt voor in zuidoostelijk Kenia, Tanzania en noordelijk Mozambique.